# Montgomery megye (Mississippi)
Montgomery megye az Amerikai Egyesült Államokban, azon belül Mississippi államban található. Megyeszékhelye és legnagyobb városa Winona. Lakosainak száma 9822 fő (2020. április 1.). Montgomery megye Grenada, Attala, Webster, Choctaw és Carroll megyékkel határos.

## Népesség
A megye népességének változása:
| Lakosok száma | 10 905 | 10 768 | 10 596 | 10 553 | 10 152 | 9822 |
|               | 2010   | 2011   | 2012   | 2013   | 2015   | 2020 |